# 지석진
지석진(1966년 2월 10일 ~ )은 대한민국의 가수 출신 MC이며 개그맨, 배우이다.

## 생애
- 아주대학교 경영대학 졸업
- 1985년 연극배우로 첫 데뷔
- 1988년 뮤지컬 배우로 데뷔
- 1992년 〈우울한 오후엔 미소를〉이라는 노래를 통해 가수로 정식 데뷔
- 1993년 KBS 공채 10기 개그맨, 1994년 SBS 공채 MC로서 활동을 시작
- 1994년 영화 《티라노의 발톱》에 단역 출연을 통하여 영화배우로 데뷔
- 《스타 골든벨》, 《위기탈출 넘버원》의 MC로 출연
- SBS 《런닝맨》에 출연

## 학력
- 서울수유국민학교(졸업)
- 신일중학교(졸업)
- 신일고등학교(졸업)
- 아주대학교 경영학과(학사)

## 출연작

### 현재 출연 중인 프로그램
- SBS (TV 프로그램) 《런닝맨》[1] (2010 ~ )
- 유튜브 《지편한세상》 (2020 ~ )

### 중도 하차 / 종영 프로그램
- KBS2 《한바탕 웃음으로》
- KBS2 《코미디 세상만사》(1995 ~ 1999)
- KBS2 《쇼! 행운열차》(1999 ~ 2000)
- SBS 《진실게임》(1999 ~ 2002)
- KBS2 《한국이 보인다 - 박지박의 비바 월드컵 송》(2001)
- KBS2 《기적체험! 구사일생》(2002 ~ 2003)
- SBS 《보야르 원정대》(2003)
- KBS2 《일요일은 101%》(2003)
- KBS2 《놀라운 아시아》(2005 ~ 2007)
- KBS2 《이웃사촌 프로젝트 무지개》(2005)
- KBS2 KBS SKY SPORTS 《해피선데이 - 여걸6, 여걸5,노家네 로망스, 하이파이브》(2006)
- KBS2 《스타 골든벨》(2006 ~ 2010)
- KBS2 《위기탈출 넘버원》(2006 ~ 2007)
- SBS 《진실게임》(2007 ~ 2008)
- MBC every1 《이미지 랭크쇼 스타본색》(2007 ~ 2008)
- KBS2 《사이다》(2008)
- KBS2 《로드쇼 퀴즈원정대》(2008 ~ 2009)
- KBS2 《도전! 황금사다리》(2009)
- MBC every1 《선생님이 오신다》(2009 ~ 2010)
- KBS2 《여유만만》(2009)
- 채널뷰 《카운트다운 리얼리티 48시간》(2010)
- MBC every1 《데스캠프 24시》(2011 ~ 2012)
- MBC every1 《생존왕》(2012)
- MBN 《트로트가 간다》(2012)
- 채널A 《수상한 상견례》(2012)
- TV조선 《대찬인생》(2013)
- SBS 《동상이몽, 괜찮아 괜찮아》(2015)
- MBC FM4U 《2시의 데이트》(2016 ~ 2019)
- KBS2 《해피투게더 시즌3 -전설의 조동아리》(2017 ~ 2018)
- EBS1 《사부의 가게 베트남편》(2018)
- 채널 A 《팔아야 귀국》(2018)
- NBS 《행복한 장수사진관》(2021)
- MBC 《놀면 뭐하니? - MSG워너비》(2021)
- 유튜브 - 티모비TV 《운전왕G선생》(2021)
- IHQ 《리더의 하루》 (2021)
- MBC 에브리원 《떡볶이집 그 오빠》 (2021)
- MBC 《놀면 뭐하니?》- 게스트 (2022)
- TV조선 《여행의 맛》 (2022)
- 티빙 《브로 앤 마블》(2023)

### 드라마/시트콤
- 2003년 SBS 《똑바로 살아라》- 희진의 소개팅남
- 2009년 SBS 《녹색마차》 - 프로그램 MC 역(특별출연)
- 2009년 KBS2 《솔약국집 아들들》 - 프로그램 MC 역(특별출연)
- 2015년 SBS 《냄새를 보는 소녀》 - 런닝맨 멤버 역(특별출연)
- 2016년 tvN 《안투라지》 - 연예인 역(특별출연)

### 게스트
- 1994년 KBS2 《가족오락관》 7월 15일
- 1998년 KBS2 《TV는 사랑을 싣고》 10월 2일
- 1999년 KBS2 《가족오락관》4월 21일, 6월 23일
- 2001년 KBS1 《가족오락관》 1월 6일, 7월 14일, 12월 15일
- 2018년 MBC 《황금어장 라디오스타》 6월 20일 522회
- 2019년 JTBC 《아는형님》 12월 14일 209회
- 2020년 tvN 《놀라운 토요일》 1월 18일 92회
- 2020년 JTBC 《한끼줍쇼》 2월 5일 161회
- 2020년 MBC 《놀면 뭐하니?》 2월 15일,22일 29,30회 <포상 휴가> / 3월 7일 32회 <라디유스타>
- 2020년 SBS 《미운 우리 새끼》 7월 19일 199회/ 7월 21일 스페셜 MC
- 2021년 MBC 《놀면 뭐하니?》 3월 27일 86회<MSG 워너비>,90회 ~ 101회
- 2021년 tvN 《식스센스2》 8월 20일 9회
- 2021년 KBS2 《옥탑방의 문제아들》 9월 7일 145회
- 2022년 SBS 《신발 벗고 돌싱포맨》 1월 25일 26회
- 2022년 MBC 《전지적 참견 시점》 1월 29일 187회, 6월 11일 203회
- 2022년 MBC 《황금어장 라디오 스타》 2월 23일  758회
- 2022년 KBS2 《유희열의 스케치북》 3월 18일 582회
- 2022년 tvN 《식스센스3》 4월 1일 3회
- 2022년 MBC 《놀면 뭐하니?》 1월 29일 124회, 2월 19일 125회, 26일 126회
- 2023년 KBS2 《더 시즌즈》 3월 26일 8회
- 2023년 MBC 《안싸우면 다행이야》4월 10일 118회, 4월 17일 119회
- 2023년 MBC 《놀면 뭐하니?》5월 20일 186회
- 2023년 SBS 《강심장 리그》5월 23일,1회, 5월 30일 2회

### 웹예능
- 2022년 유튜브 《핑계고》11월 17일, 12월 16일 1회, 12월 23일 4회
- 2023년 유튜브 《핑계고》2월 7일 7회, 4월 8일 11회, 4월 11일 12회, 7월 29일 19회, 8월 5일 20회, 9월 2일 22회
- 2024년 유튜브 《핑계고》3월 9일 40회, 5월 11일 44회, 6월 22일 49회, 8월 10일 54회, 8월 14일 55회, 9월 28일 59회, 11월 16일 62회
- 2024년 유튜브 《달려라 석진》9월 24일 7회, 10월 1일 8회
- 2025년 유튜브 《핑계고》1월 25일 66회, 5월 10일 78회, 6월 21일 79회

## 음반
- 1집 앨범 《우울한 오후엔 미소를》
- 곡 《사랑한다 말하는건》 - KBS 일일드라마 ‘고양이는 있다’ OST
- 곡 《머리핀》 - 한국·홍콩 합작드라마 ‘7일간의 로맨스’ OST
- 곡 《发卡》 - 중국 바이두 뮤직 차트 6위
- 곡 《你最珍貴》 - 홍콩의 여가수 후린 리메이크 노래

## 수상
- 2004년 KBS 연예대상 우수상
- 2007년 KBS 연예대상 쇼오락부문 남자우수상
- 2012년 SBS 연예대상 버라이어티부문 우수상
- 2015년 SBS 연예대상 버라이어티부문 우수상
- 2017년 SBS 연예대상 버라이어티 부문 최우수상
- 2020년 비공식으로 런닝맨에서 최악의 리액션 상을 주었다.
- 2021년 비공식으로 런닝맨에서 수면제상을 주었다.
- 2021년 SBS 연예대상 올해의 예능인상
- 2021년 SBS 연예대상 명예사원상
- 2023년 SBS 연예대상 프로듀서상

## 광고
- 2015년 조이시티 주사위의 신 (with 김종국, 개리, 송지효, 이광수)
- 2021년 안국건강 코박사

## 홍보대사
- 2001년 2001 휴가철 맞이 동전축제 홍보연예인
- 2006년 사회복지공동모금회 희망2007이웃사랑캠페인 23호 행복지킴이
- 2009년 ~ 한글문화연대 홍보대사
- 2010년 동작세무서 홍보대사

## 기타 에피소드
- SBS의 《신동엽의 300》상금 1천만원 획득[2]

## 같이 보기
- 유재석
- 김종국
- 하하
- 허준
- 송지효
- 이광수
- 양세찬
- 전소민
- 김용만
- 김국진
- 김구라
- 개리
- 김수용
- 박수홍
- 송은이
- 김제동
- 정선희